# Всемирный Кубок чемпионов по волейболу среди мужчин 2001
3-й розыгрыш Всемирного Кубка чемпионов по волейболу среди мужчин прошёл с 20 по 25 ноября 2001 года в двух городах Японии с участием 6 национальных сборных команд. Обладателем Кубка впервые стала сборная Кубы.

## Команды-участницы
Япония — команда страны-организатора;
Югославия — чемпион Европы 2001;
Южная Корея — чемпион Азии 2001;
Куба — чемпион Северной, Центральной Америки и Карибского бассейна 2001;
Бразилия — чемпион Южной Америки 2001;
Аргентина — по приглашению организаторов турнира.

## Система проведения
6 команд-участниц розыгрыша Всемирного Кубка чемпионов провели однокруговой турнир, по результатам которого определены итоговые места.

## Результаты
| М | Команда     | 1   | 2   | 3   | 4   | 5   | 6   | И | В | П | С/П  | О  |
| - | ----------- | --- | --- | --- | --- | --- | --- | - | - | - | ---- | -- |
| 1 | Куба        |     | 3:2 | 3:0 | 3:0 | 3:1 | 3:0 | 5 | 5 | 0 | 15:3 | 10 |
| 2 | Бразилия    | 2:3 |     | 3:0 | 3:1 | 3:0 | 3:0 | 5 | 4 | 1 | 14:4 | 9  |
| 3 | Югославия   | 0:3 | 0:3 |     | 3:0 | 3:0 | 3:1 | 5 | 3 | 2 | 9:7  | 8  |
| 4 | Южная Корея | 0:3 | 1:3 | 0:3 |     | 3:0 | 3:1 | 5 | 2 | 3 | 7:10 | 7  |
| 5 | Япония      | 1:3 | 0:3 | 0:3 | 0:3 |     | 3:2 | 5 | 1 | 4 | 4:14 | 6  |
| 6 | Аргентина   | 0:3 | 0:3 | 1:3 | 1:3 | 2:3 |     | 5 | 0 | 5 | 4:15 | 5  |

Нагоя
20 ноября
Бразилия — Южная Корея 3:1 (25:21, 25:21, 19:25, 25:19); Куба — Югославия 3:0 (25:20, 25:22, 25:23); Япония — Аргентина 3:2 (24:26, 25:21, 22:25, 25:17, 15:13).
21 ноября
Куба — Южная Корея 3:0 (25:17, 25:17, 25:22); Бразилия — Аргентина 3:0 (25:16, 25:15, 25:7); Югославия — Япония 3:0 (25:15, 25:18, 25:17).
Токио
23 ноября
Куба — Бразилия 3:2 (25:21, 22:25, 20:25, 25:20, 15:11); Югославия — Аргентина 3:1 (22:25, 25:21, 25:11, 25:18); Южная Корея — Япония 3:0 (25:21, 25:21, 27:25).
24 ноября
Куба — Япония 3:1 (22:25, 25:18, 25:18, 25:13); Южная Корея — Аргентина 3:1 (23:25, 27:25, 25:21, 25:12); Бразилия — Югославия 3:0 (26:24, 25:20, 25:22).
25 ноября
Куба — Аргентина 3:0 (25:18, 25:17, 26:24); Югославия — Южная Корея 3:0 (25:16, 25:18, 25:16); Бразилия — Япония 3:0 (25:21, 25:19, 25:19).

## Итоги

### Положение команд
| Куба           |
| Бразилия       |
| Югославия      |
| 4. Южная Корея |
| 5. Япония      |
| 6. Аргентина   |

### Призёры
Куба: Леонель Маршалл Борхес, Хорхе Луис Эрнандес, Иван Бенито Руис, Анхель Деннис Диас, Павел Пимьента Аллен, Майкел Салас Морено, Райдел Рой Ромеро, Рамон Гато Мойя, Ален Рока Борреро, Иосвани Эрнандес Ривера, Йосенки Гарсия Диас, Яссер Ромеро Майета. Главный тренер — Гилберто Эррера.
  Бразилия: Сержио Ногейра (Сержиньо), Джоване Гавио, Андре Эллер, Энрике Рандоу, Маурисио Лима, Андре Насименто, Андерсон Родригес, Налберт Битенкурт, Родриго Сантана, Андерсон Менезис (Шанша), Рикардо Гарсия, Данте Амарал. Главный тренер — Бернардо Резенде.
  Югославия: Райко Йоканович, Младен Майдак, Эдин Скорич, Слободан Бошкан, Дьюла Мештер, Васа Мийич, Никола Грбич, Владимир Грбич, Андрия Герич, Горан Вуевич, Иван Милькович, Игор Вушурович. Главный тренер — Зоран Гайич.

### Индивидуальные призы
MVP:  Иван Милькович
Лучший нападающий:  Ким Сан У
Лучший блокирующий:  Андрия Герич
Лучший на подаче:  Анхель Деннис
Лучший в защите:  Кацутоси Цумагари
Лучший связующий:  Ален Рока
Лучший на приёме:  Васа Мийич
Самый результативный:  Иван Милькович